# Ubraye
Ne doit pas être confondu avec Ubaye.
Ubraye est une commune française, située dans le département des Alpes-de-Haute-Provence en région Provence-Alpes-Côte d'Azur.
Le nom de ses habitants est Ubrayens.

## Géographie

### Localisation

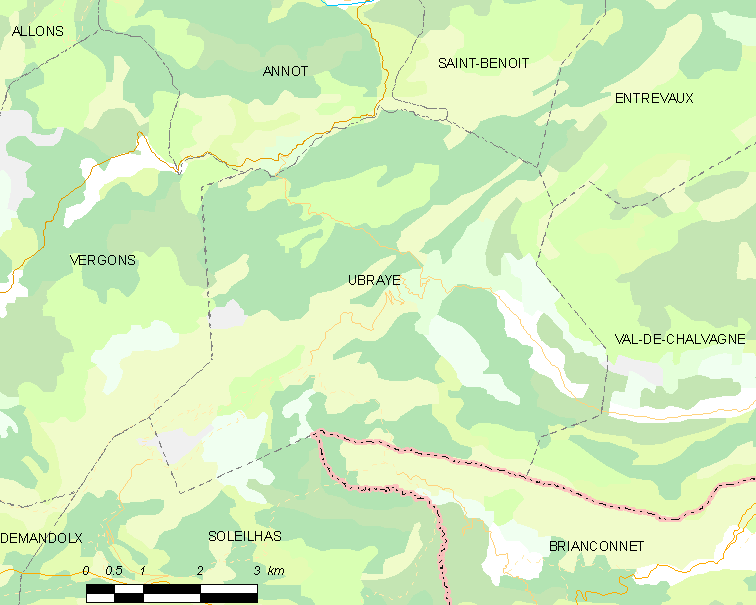
Ubraye et les communes voisines (Cliquez sur la carte pour accéder à une grande carte avec la légende).

La commune est composée de 5 petits villages : Ubraye (à 949 m d'altitude), Rouainette (à 1 230 m d'altitude), Laval, Jaussier et le Touyet (qui est une paroisse à partir de 1807).
Les villages d’Ubraye et de Rouainette sont des villages perchés.
La seule route d'accès au Touyet est construite en 1954, l’électricité n’arrive qu’en 1958, le téléphone en 1934 (une cabine financée par le conseil général) et la télévision en 1962 (antenne de Valberg).

### Hameaux
- Laval,
- Rouainette,
- Le Touyet,
- Jaussiers.

### Environnement
La commune compte 960 ha de bois et forêts.

### Géologie et relief
- La Bernarde (1 941 m),
- Sommet de la Pène.

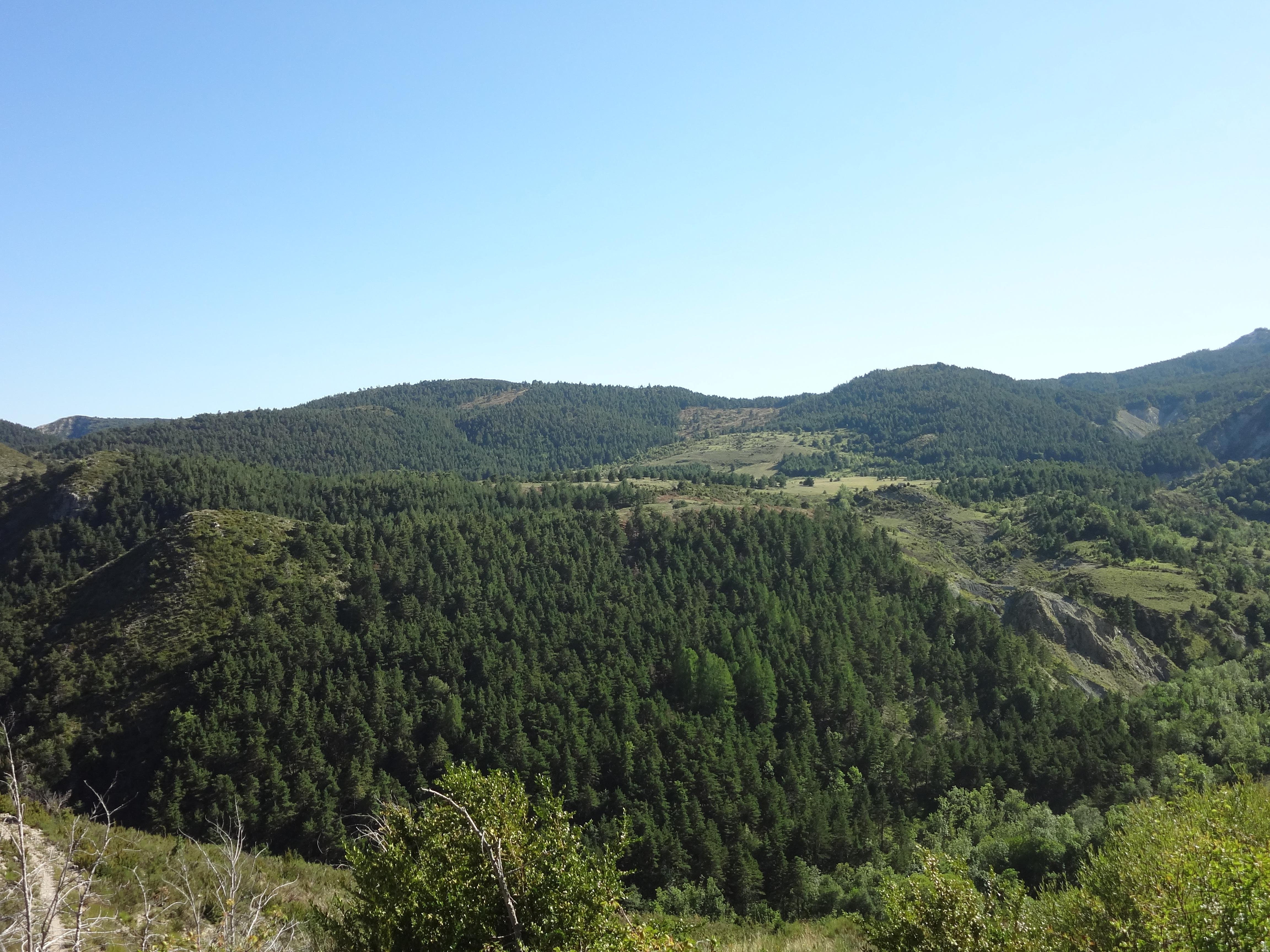
Plateau de La Palud, à l'ouest de la commune.
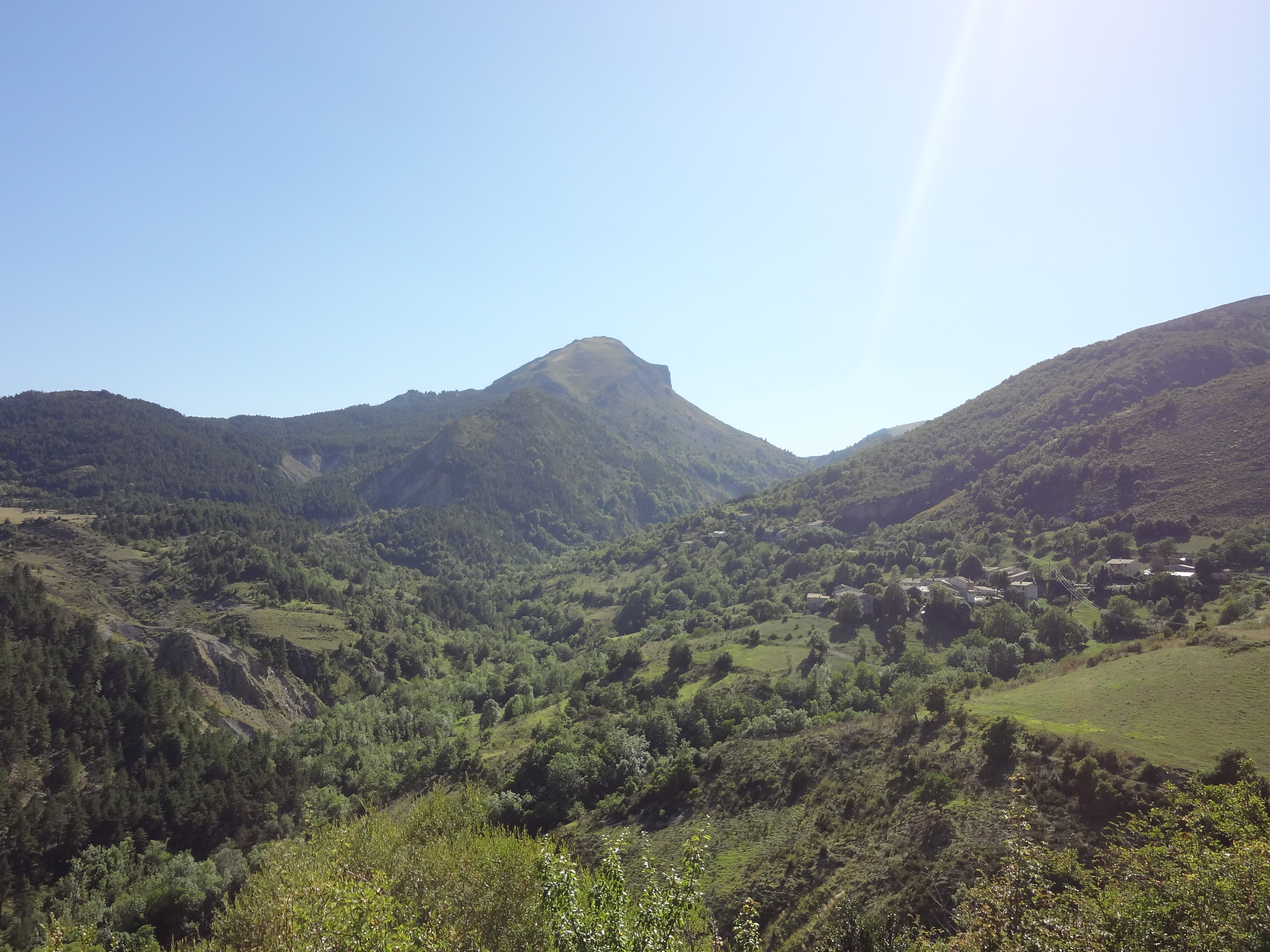
Hameau du Touyet et le Picogu (1841 m).
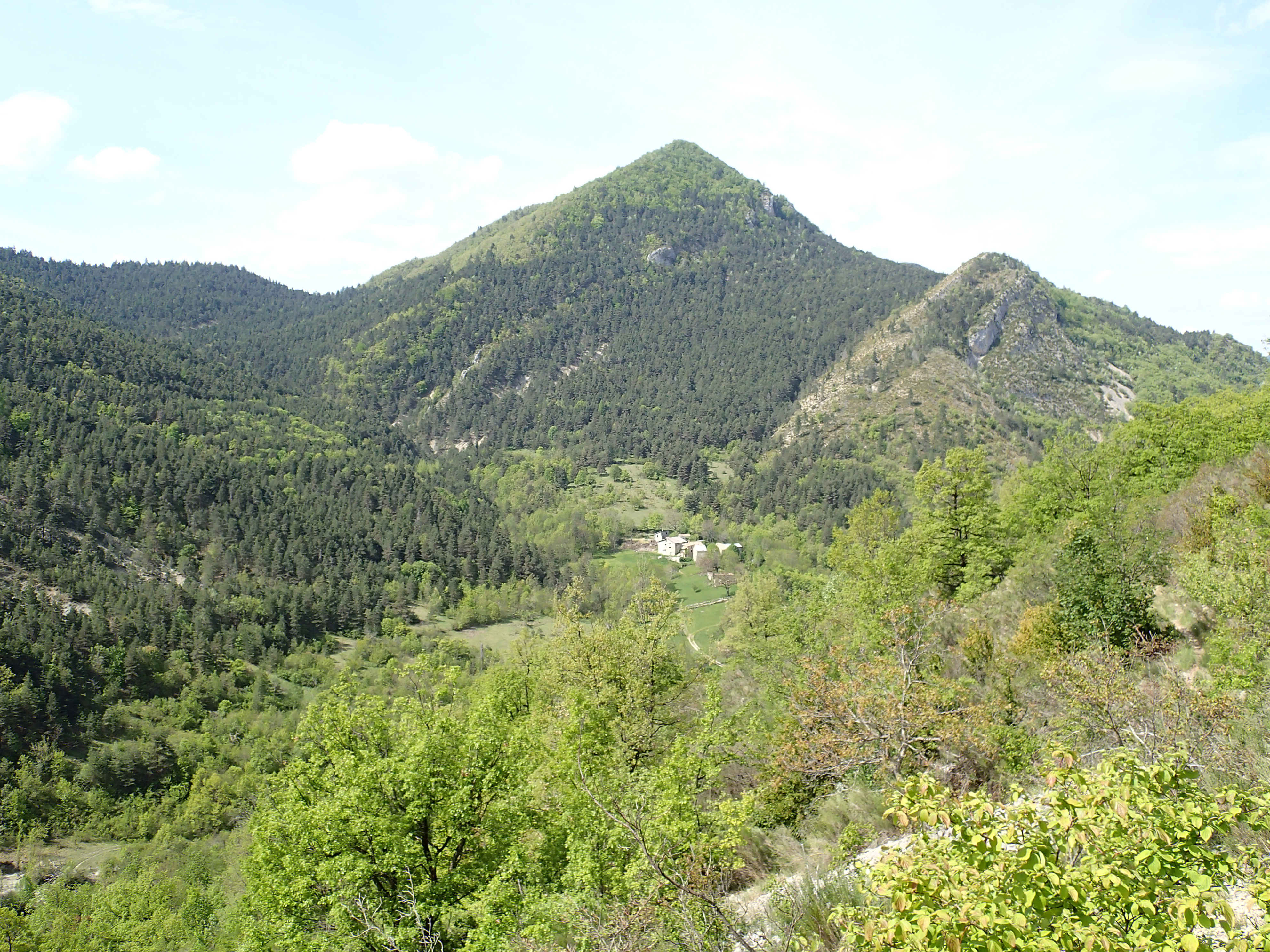
Hameau de Jaussiers (900m), et le sommet de la Pène, 1364 m.

### Voies de communications et transports

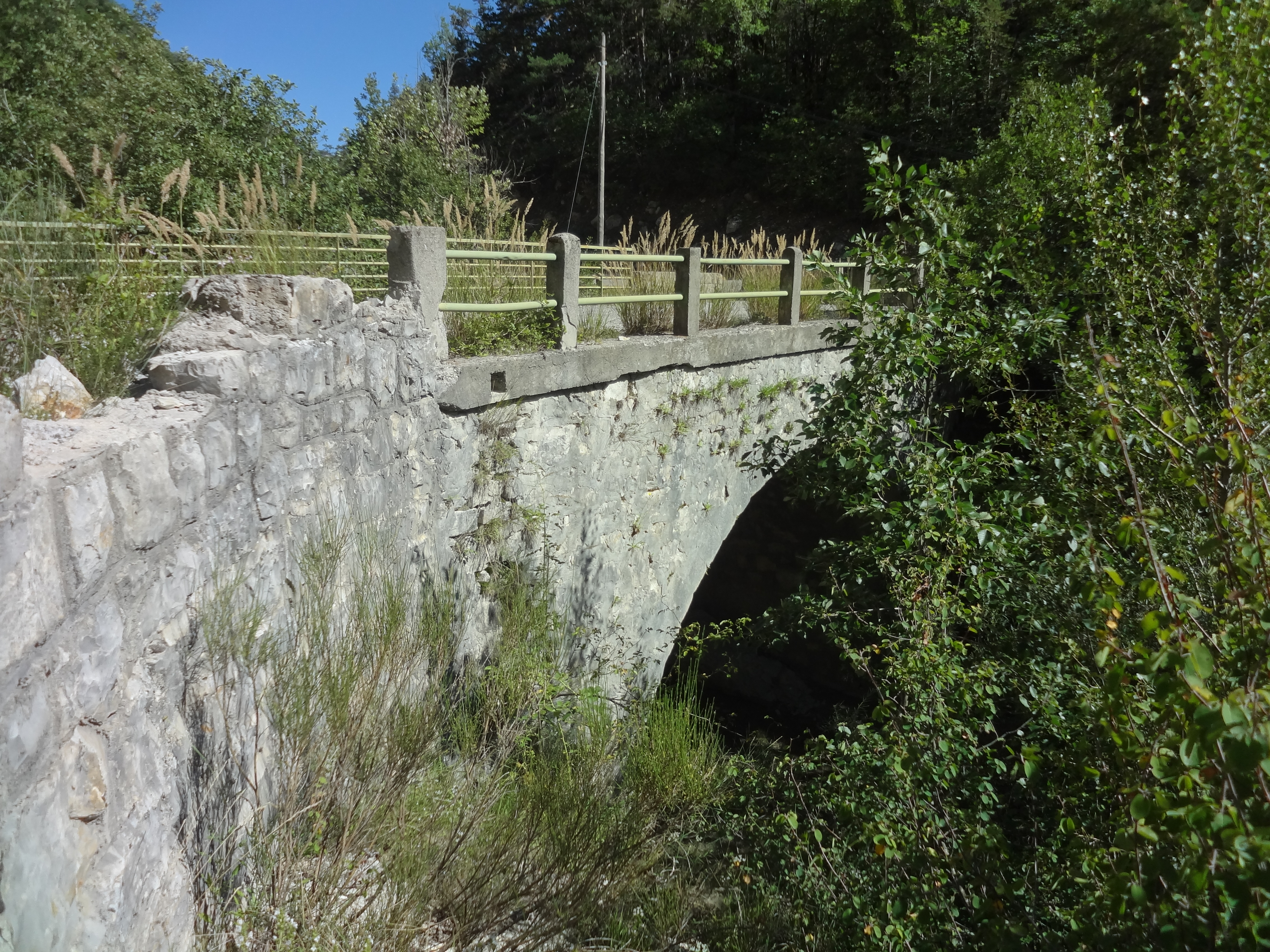
Pont abandonné sur la RD 10.

#### Voies routières
La commune est desservie par la route départementale RD 10.

#### Transports en commun
- Transport en Provence-Alpes-Côte d'Azur

### Risques naturels et technologiques
La commune d’Ubraye est exposée à trois risques naturels :
- feu de forêt,
- inondation,
- mouvement de terrain : quelques versants de la commune sont concernés par un aléa moyen à fort[8].

La commune d’Ubraye n’est exposée à aucun des risques d’origine technologique recensés par la préfecture et aucun plan de prévention des risques naturels prévisibles (PPR) n’existe pour la commune ; le Dicrim n’existe pas.

### Sismicité
Aucune des 200 communes du département n'est en zone de risque sismique nul. Le canton d'Annot auquel appartient Ubraye est en zone 1b (sismicité faible) selon la classification déterministe de 1991, basée sur les séismes historiques, et en zone 4 (risque moyen) selon la classification probabiliste EC8 de 2011.

### Hydrographie et les eaux souterraines
Cours d'eau sur la commune ou à son aval :
- torrent la galange,
- ravins de farney, de chabre mourte, du riou, de la combe garnier, de la fouent, du tuvéras, de chambre fache, des jardins, de la basse, de saint-jean, de paillon,
- ruisseaux de laval, la bernade.

### Climat
Pour des articles plus généraux, voir Climat de Provence-Alpes-Côte d'Azur et Climat des Alpes-de-Haute-Provence.
En 2010, le climat de la commune est de type climat des marges montargnardes, selon une étude du Centre national de la recherche scientifique s'appuyant sur une série de données couvrant la période 1971-2000. En 2020, Météo-France publie une typologie des climats de la France métropolitaine dans laquelle la commune est exposée à un climat de montagne ou de marges de montagne et est dans une zone de transition entre les régions climatiques « Var, Alpes-Maritimes » et « Alpes du sud ».
Pour la période 1971-2000, la température annuelle moyenne est de 10,1 °C, avec une amplitude thermique annuelle de 16,3 °C. Le cumul annuel moyen de précipitations est de 1 072 mm, avec 6 jours de précipitations en janvier et 5,2 jours en juillet. Pour la période 1991-2020, la température moyenne annuelle observée sur la station météorologique de Météo-France la plus proche, « Méailles_sapc », sur la commune de Méailles à 14 km à vol d'oiseau, est de 11,2 °C et le cumul annuel moyen de précipitations est de 1 033,2 mm. 
La température maximale relevée sur cette station est de 38,3 °C, atteinte le 28 juin 2019 ; la température minimale est de −14,2 °C, atteinte le 6 février 2012,,.
Les paramètres climatiques de la commune ont été estimés pour le milieu du siècle (2041-2070) selon différents scénarios d'émission de gaz à effet de serre à partir des nouvelles projections climatiques de référence DRIAS-2020. Ils sont consultables sur un site dédié publié par Météo-France en novembre 2022.

### Toponymie
Le nom du village, tel qu’il apparaît la première fois en 1125 (Bertrannus de Ubraia), est issu d’un nom de personne gaulois, Eburos ou Eburus, avec le suffixe -aco, signifiant ainsi terre d’Eburos. C’est un des très rares cas où le suffixe -aco a été féminisé,,.

## Économie

### Entreprises et commerces

#### Agriculture
Patrimoine agricole :
- Ruchers[23],[24],
- Cabane de cultivateur dite borie du Fontani[25].

#### Commerces
Patrimoine artisanal et industriel :
- Tuilerie[26],
- Moulin à farine[27],[28],
- Fours à pain[29],[30],

## Histoire
La localité apparaît pour la première fois dans les chartes en 1125. L’église et les revenus qui en dépendaient relevaient des évêques d’Entrevaux et la seigneurie était aux comtes de Provence. Elle passe ensuite aux Pontevès, puis à la branche des Clary-Pontevès (1408-Révolution). La dîme alors perçue était d’un treizième des récoltes (le treizain). L’abbaye Saint-Eusèbe d'Apt a été propriétaire d’un prieuré à Ubraye.
La communauté relève d’abord de la viguerie de Castellane, puis de celle d’Annot quand celle-ci est créée,.
Durant la Révolution française, pour suivre le décret de la Convention du 25 vendémiaire an II invitant les communes ayant des noms pouvant rappeler les souvenirs de la royauté, de la féodalité ou des superstitions, à les remplacer par d'autres dénominations, la commune change de nom pour Enchastrayes.
La Révolution et l’Empire apportent nombre d’améliorations, dont une imposition foncière égale pour tous, et proportionnelle à la valeur des biens de chacun. Afin de la mettre en place sur des bases précises, la levée d’un cadastre est décidée. La loi de finances du 15 septembre 1807 précise ses modalités, mais sa réalisation est longue à mettre en œuvre, les fonctionnaires du cadastre traitant les communes par groupes géographiques successifs. Ce n’est qu’en 1830 que le cadastre dit napoléonien d’Ubraye est achevé.

## Politique et administration

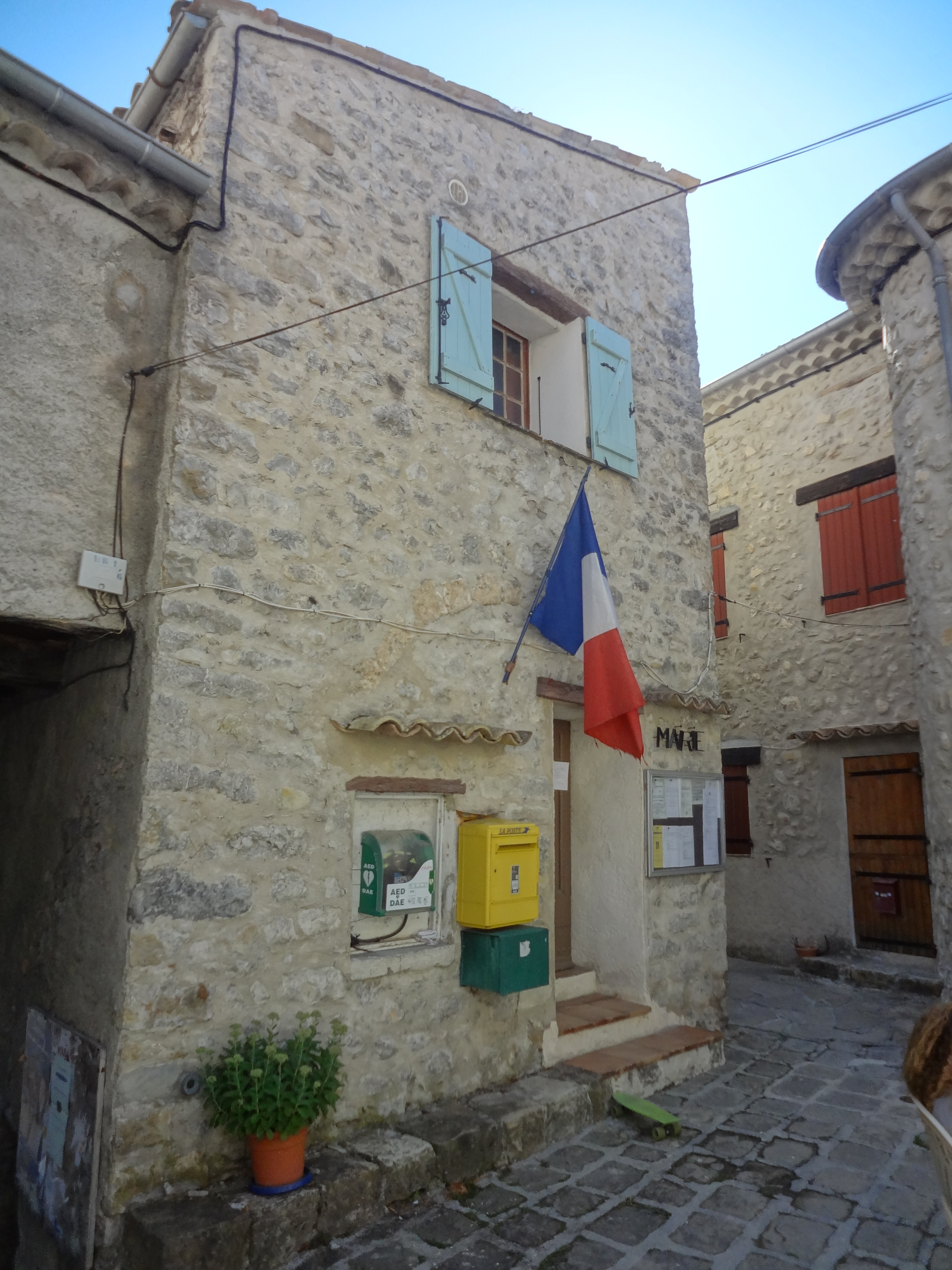
Mairie d'Ubraye.

### Liste des maires
| Période                                  | Période                       | Identité             | Étiquette | Qualité                          |
| ---------------------------------------- | ----------------------------- | -------------------- | --------- | -------------------------------- |
| Les données manquantes sont à compléter. |                               |                      |           |                                  |
| 1862                                     | 1891                          | Auguste Reboul       |           |                                  |
| 1891                                     | 1896                          | Benjamin Reboul      |           |                                  |
| 1896                                     | 1903                          | Jean Mandine         |           |                                  |
| 1903                                     | 1904                          | Joseph Clenchard     |           |                                  |
| 1904                                     | 1905                          | Ferdinand Trabaud    |           |                                  |
| 1905                                     | 1908                          | Philippe Sauvaire    |           |                                  |
| 1908                                     | 1925                          | Ferdinand Trabaud    |           |                                  |
| 1925                                     | 1943                          | Joseph Philip        |           |                                  |
| 1943                                     | 1945                          | Michel Olive Germain |           |                                  |
| 1945                                     | 1977                          | Émile Boule          |           |                                  |
| 1977                                     | 1989                          | Eugène Duprat        |           |                                  |
| 1989                                     | En cours (au 21 octobre 2014) | Claude Roustan,      |           | Retraité de la fonction publique |

### Intercommunalité
Ubraye a fait partie, de 2004 à 2016, de la communauté de communes Terres de Lumière ; celle-ci a fusionné avec d'autres communautés de communes du sud-est du département pour constituer, le 1er janvier 2017, la communauté de communes Alpes Provence Verdon - Sources de Lumière.

## Urbanisme

### Typologie
Au 1er janvier 2024, Ubraye est catégorisée commune rurale à habitat très dispersé, selon la nouvelle grille communale de densité à 7 niveaux définie par l'Insee en 2022.
Elle est située hors unité urbaine et hors attraction des villes,.

### Occupation des sols
L'occupation des sols de la commune, telle qu'elle ressort de la base de données européenne d’occupation biophysique des sols Corine Land Cover (CLC), est marquée par l'importance des forêts et milieux semi-naturels (97,5 % en 2018), une proportion identique à celle de 1990 (97,5 %). La répartition détaillée en 2018 est la suivante : 
forêts (57,1 %), milieux à végétation arbustive et/ou herbacée (31 %), espaces ouverts, sans ou avec peu de végétation (9,5 %), prairies (2,5 %).
L'évolution de l’occupation des sols de la commune et de ses infrastructures peut être observée sur les différentes représentations cartographiques du territoire : la carte de Cassini (XVIIIe siècle), la carte d'état-major (1820-1866) et les cartes ou photos aériennes de l'IGN pour la période actuelle (1950 à aujourd'hui).

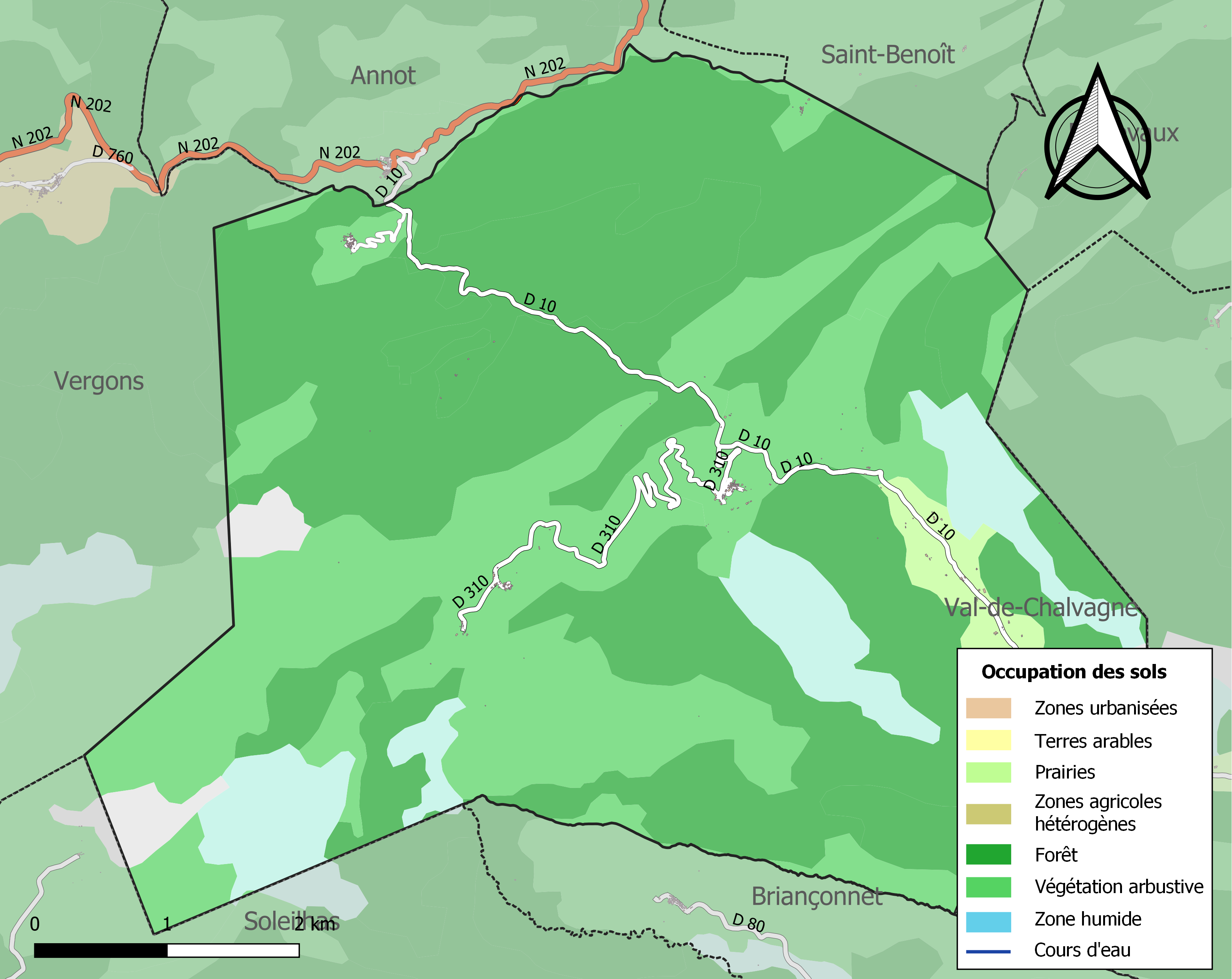
Carte de l'occupation des sols de la commune en 2018 (CLC).

## Population et société

### Démographie

#### Évolution démographique
En 2022, Ubraye comptait 99 habitants. À partir du XXIe siècle, les recensements réels des communes de moins de 10 000 habitants ont lieu tous les cinq ans (2004, 2009, 2014, etc. pour Ubraye). Depuis 2004, les autres chiffres sont des estimations.
| 1765 | 1793 | 1800 | 1806 | 1821 | 1831 | 1836 | 1841 | 1846 |
| ---- | ---- | ---- | ---- | ---- | ---- | ---- | ---- | ---- |
| 637  | 628  | 530  | 558  | 599  | 566  | 590  | 609  | 639  |

| 1851 | 1856 | 1861 | 1866 | 1872 | 1876 | 1881 | 1886 | 1891 |
| ---- | ---- | ---- | ---- | ---- | ---- | ---- | ---- | ---- |
| 606  | 666  | 657  | 605  | 538  | 522  | 509  | 507  | 444  |

| 1896 | 1901 | 1906 | 1911 | 1921 | 1926 | 1931 | 1936 | 1946 |
| ---- | ---- | ---- | ---- | ---- | ---- | ---- | ---- | ---- |
| 423  | 357  | 332  | 330  | 280  | 248  | 218  | 179  | 152  |

| 1954 | 1962 | 1968 | 1975 | 1982 | 1990 | 1999 | 2004 | 2006 |
| ---- | ---- | ---- | ---- | ---- | ---- | ---- | ---- | ---- |
| 111  | 89   | 77   | 59   | 43   | 104  | 85   | 110  | 107  |

| 2009 | 2014 | 2019 | 2022 | - | - | - | - | - |
| ---- | ---- | ---- | ---- | - | - | - | - | - |
| 104  | 89   | 100  | 99   | - | - | - | - | - |

| 1302    | 1315    | 1471    |
| ------- | ------- | ------- |
| 85 feux | 75 feux | 21 feux |

L’histoire démographique d’Ubraye, après la saignée des XIVe et XVe siècles et le long mouvement de croissance jusqu’au début du XIXe siècle, est marquée par une période d’« étale » où la population reste relativement stable à un niveau élevé. Cette période de 1811 à 1866. L’exode rural provoque ensuite un mouvement de recul démographique de longue durée, et assez rapide, puisque dès 1911, la commune enregistre la perte de la moitié de sa population du maximum historique de 1856. Le mouvement de recul se poursuit tardivement, et ne s’interrompt que dans les années 1980. Depuis, la population s’est stabilisée autour d’une centaine d’habitants.

### Enseignement
Comme de nombreuses communes du département, Ubraye se dote d’écoles bien avant les lois Jules Ferry : en 1863, elle compte déjà trois écoles dispensant une instruction primaire aux garçons, au village chef-lieu et aux hameaux du Touyet et de Jaussiers. De plus, en limite communale, une école existe au hameau de Rouaine, appartenant à la commune d’Annot. Aucune instruction n’est donnée aux filles : la loi Falloux (1851) n’impose l’ouverture d’une école de filles qu’aux communes de plus de 800 habitants, et ne concerne pas Ubraye. La première loi Duruy (1867), qui abaisse ce seuil à 500 habitants, n’est pas appliquée. Ce n’est qu’avec les lois Ferry que les filles d’Ubraye sont scolarisées.

## Lieux et monuments
Le village, pour se défendre des coups de main et des attaques impromptues, est construit tourné vers la place centrale, les façades extérieures formaient une enceinte défensive.
L’église paroissiale, placée sous l’invocation de saint Julien, au village d’Ubraye, est d’architecture romane ; construite dans la seconde moitié du XIIIe siècle, elle a été reprise de nombreuses fois, jusqu’à la dernière restauration dans les années 1970. La nef, formée de trois travées voûtées en berceau, s’achève par une abside en cul-de-four. Le bas-côté nord est voûté d’arêtes. L’église est dotée d’un clocher-tour avec une cloche de 1764, de plan carré. Elle a conservé dans son mobilier :
- des éléments de l’apparat dont se revêtaient les membres des confréries, dont les hallebardes[57] ;
- le retable de saint Joseph, en bois sculpté, doré et peint, classé monument historique au titre objet[58] ;
- deux calices en argent, l’un fabriqué à Draguignan en 1753, l’autre fabriqué à Aix en 1779, classés[59],[60] ;
- un buste reliquaire de saint Julien, en argent, cuivre doré et bois sculpté et peint, du XVIIe siècle, classé dès 1909[61].

Enfin, l’église possédait un plat de quête en cuivre repoussé, du XVe ou du XVIe siècle, classé au titre objet, mais qui a disparu.
Il y a une autre église, sous la titulature de Saint-Pons, au Touyet : deux bustes-reliquaires, et un Christ naïf figurent dans son mobilier ; l’église Saint-Sébastien de Rouainette, sous le patronage de saint Louis, était une succursale de Rouaine (commune d’Annot).
Il y a de nombreuses chapelles : Saint-Joseph à Rouainette (en ruines, seconde moitié du XVIIe siècle), Saint-Barthélemy à Laval, Notre-Dame de la Rivière à l'est d’Ubraye, restaurée en 2008, Notre-Dame des Neiges dans la montagne (en ruines), le prieuré Saint-Martin à Jaussiers (en ruines ou disparu), romane à Ubraye et au Touyet, la chapelle Sainte-Anne, actuellement maison.

Chapelles d'Ubraye.
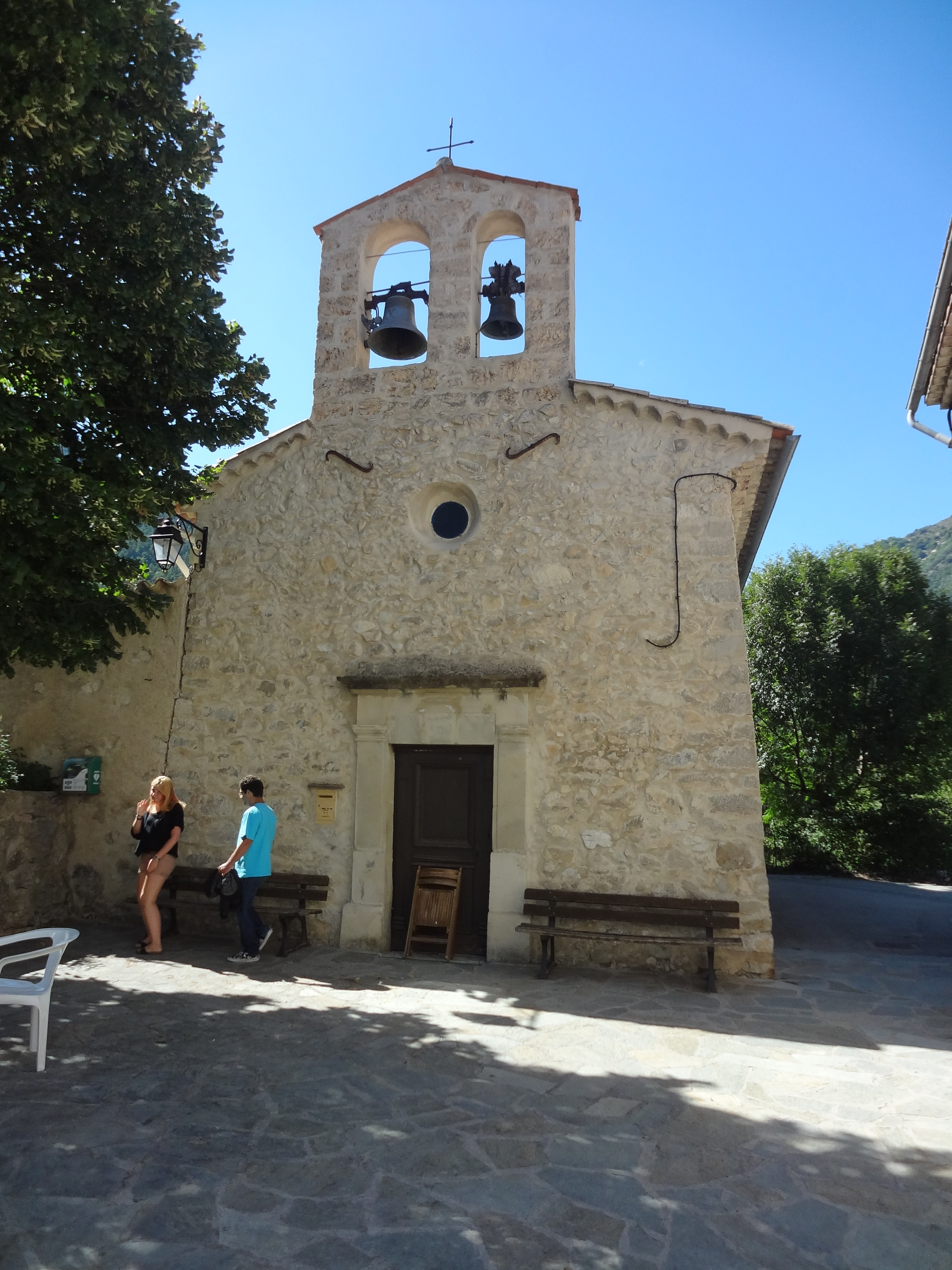
Chapelle Saint-Sébastien de Rouainette.
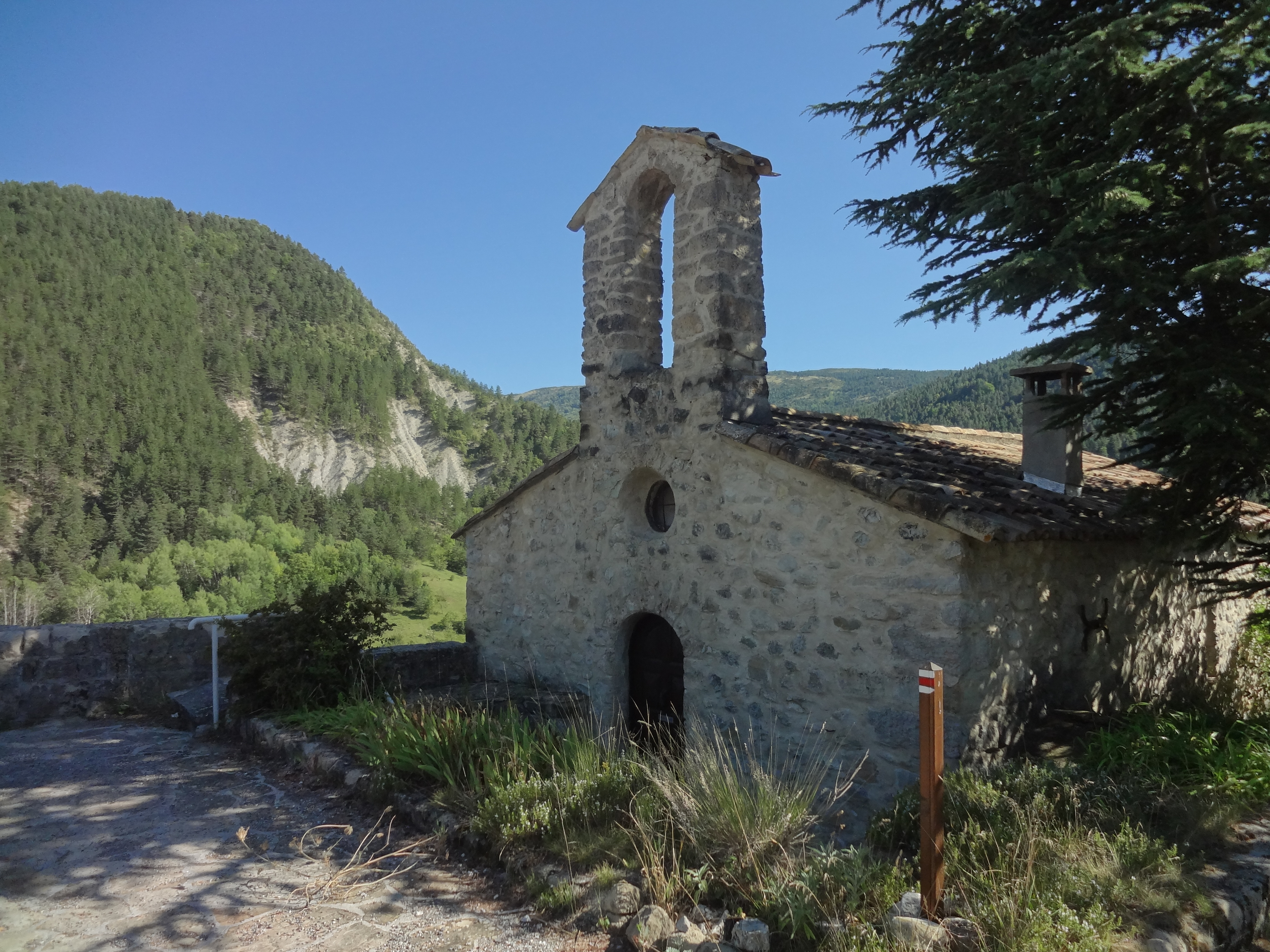
Chapelle romane à Ubraye.

- Monuments commémoratifs :
  - Monument aux morts de la Première Guerre mondiale,
  - Plaque commémorative[68].
- Oratoires (Marie Reine du Monde, au Touyet)[69], calvaire à Rouainette et croix de chemin[70],[71],[72],[73].
- Canal d'irrigation[74].
- Fontaines et lavoirs[75],[76],[77] : Lavoir de Fournas[78], au Touyet, payé lors d'une campagne électorale par le comte Boniface de Castellane (1899), etc.

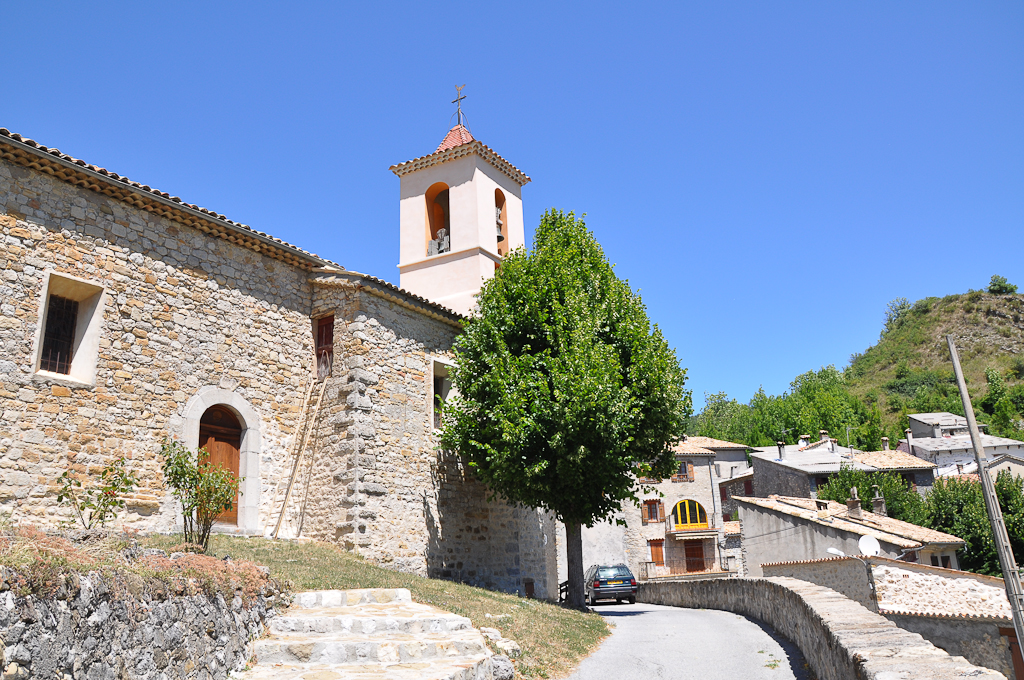
Église Saint-Julien d'Ubraye.
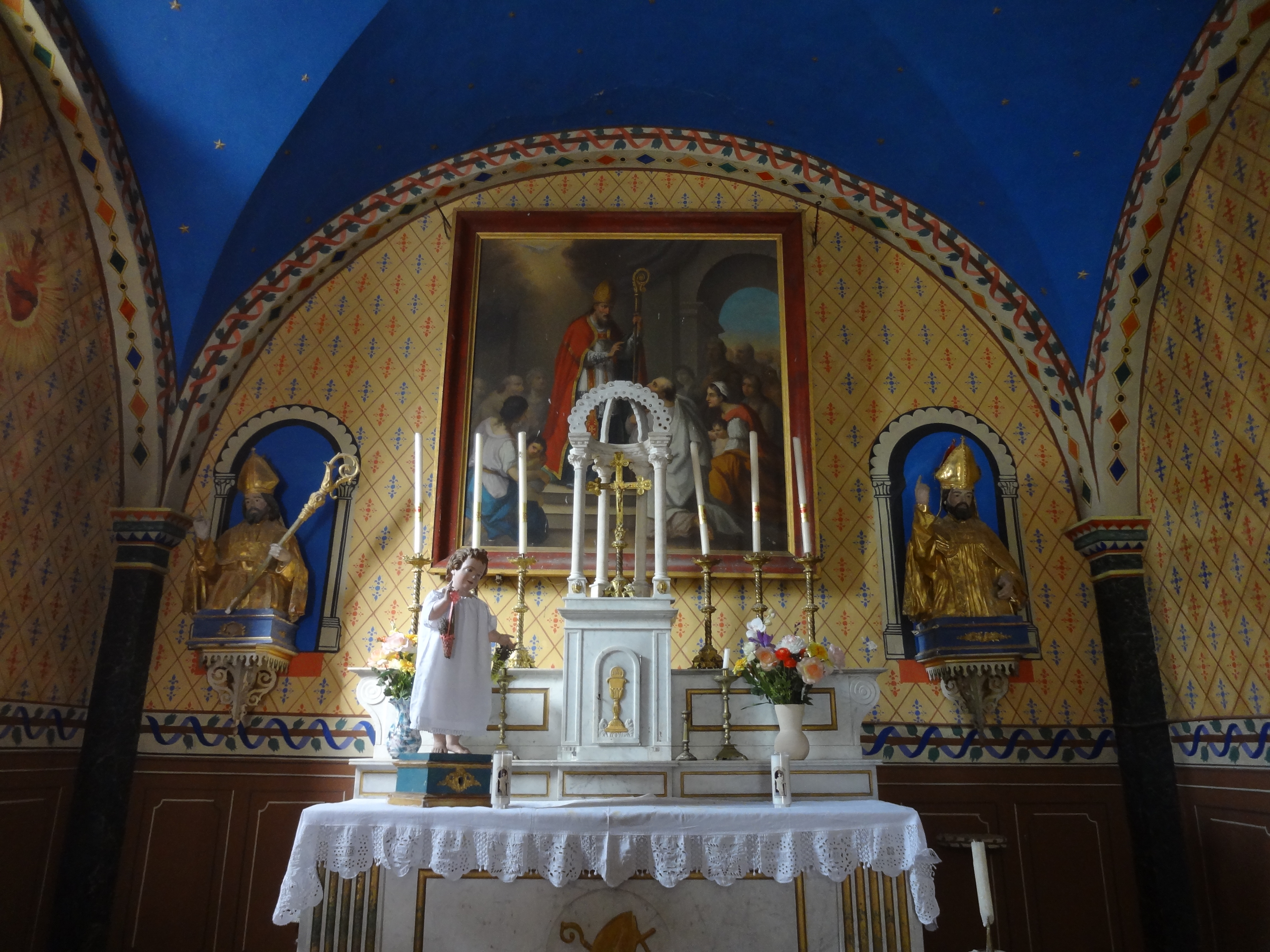
Église Saint-Pons du Touyet.
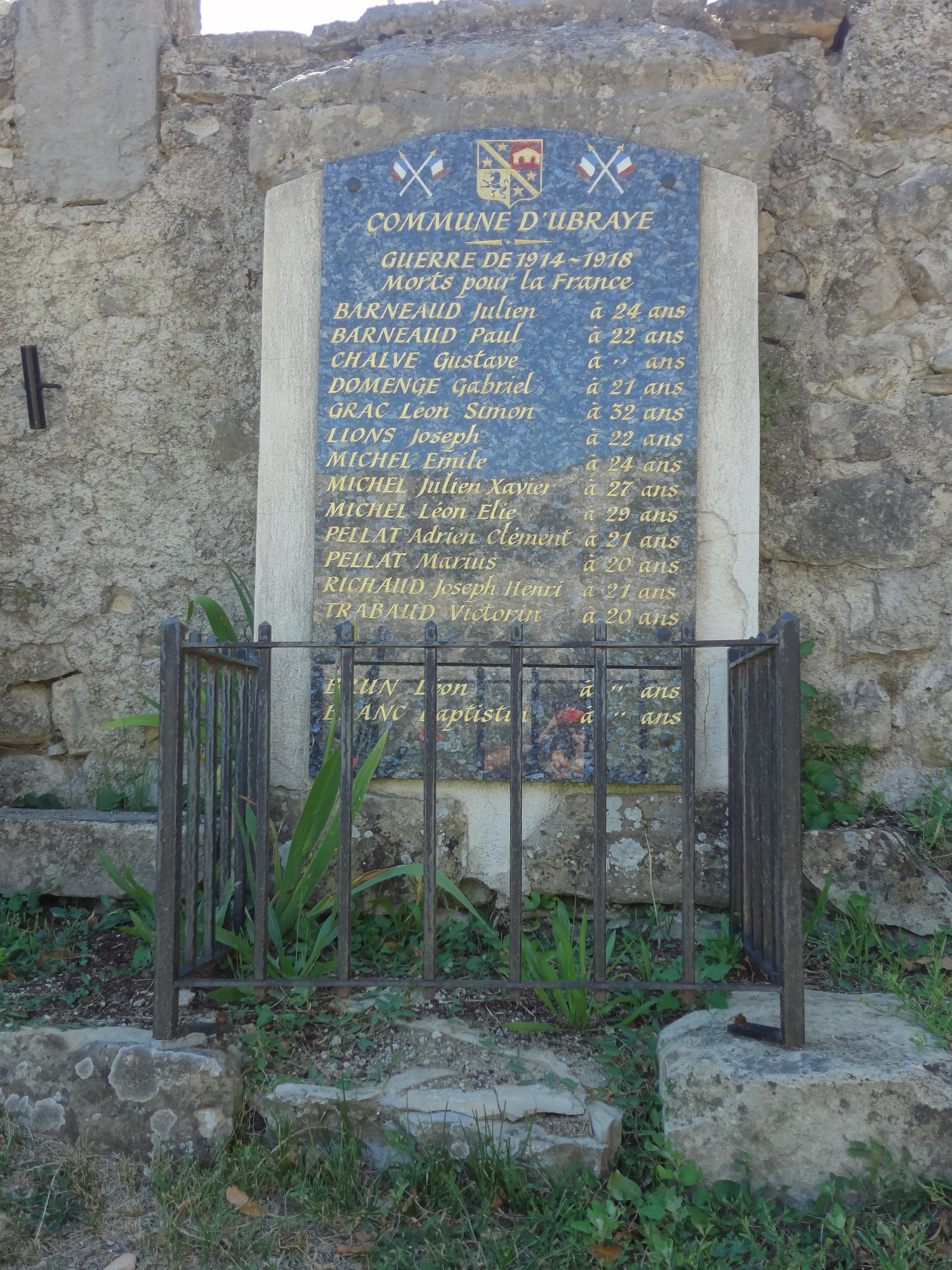
Monument aux morts de la Première Guerre mondiale.

## Personnalités liées à la commune
- Claude Roustan, président de la Fédération nationale de la pêche en France[79], membre du Conseil économique, social et environnemental.

## Héraldique
| Blason de Ubraye | Blason  | Écartelé au 1er et 4e d’azur à une bande d’or, accompagné de deux étoiles du même, une en chef et une en pointe, au 2e de gueules à un pont à deux arches d’or maçonné de sable et au 3e d’or à un loup ravissant d’azur, armé et lampassé de gueules,. |
| Blason de Ubraye | Détails | Le statut officiel du blason reste à déterminer. |